# Nerastria orthozona
Nerastria orthozona là một loài bướm đêm trong họ Noctuidae.